# Pararhabdotis setigera
Pararhabdotis setigera är en skalbaggsart som beskrevs av Conrad L. Schoch 1897. Pararhabdotis setigera ingår i släktet Pararhabdotis och familjen Cetoniidae. Inga underarter finns listade i Catalogue of Life.